# Galileo Ferraris (sous-marin, 1934)
Pour les articles homonymes, voir Galileo Ferraris (homonymie) et Galileo Ferraris (sous-marin).
Le Galileo Ferraris est un sous-marin de la classe Archimede, en service dans la Regia Marina à partir de 1935 et pendant la Seconde Guerre mondiale.
Le sous-marin porte le nom de Galileo Ferraris (1847-1897), ingénieur et scientifique italien. Il a travaillé sur les champs magnétiques tournants dans les machines électriques alimentées en courant alternatif.

## Caractéristiques
Les Archimède étaient des sous-marins de haute mer (ou de « grande croisière ») à double coque partielle. Ils déplaçaient 986 tonnes en surface et 1 259 tonnes en immersion. Les sous-marins mesuraient une longueur totale de 70,5 mètres, avaient une largeur de 6,87 mètres et un tirant d'eau de 4,12 mètres. Ils avaient une profondeur de plongée opérationnelle de 100 mètres. L'équipage se composait de 6 officiers, 49 sous-officiers et marins .
Le système de propulsion était de type conventionnel, avec deux moteurs diesel TOSI pour la navigation de surface, d'une puissance totale de 3 000 chevaux-vapeur (2 200 kW), chacun entraînant un arbre d'hélice. En immersion, chaque hélice était entraînée par un moteur électrique Ansaldo de 700 chevaux-vapeur (515 kW). Ces moteurs électriques étaient alimentés par une batterie d'accumulateurs composée de 124 éléments. Ils pouvaient atteindre 17 nœuds (31 km/h) en surface et 7,7 nœuds (14,3 km/h) sous l'eau. En surface, la classe Archimede avait une autonomie de 10 300 milles nautiques (19 100 km) à 8 noeuds (15 km/h); en immersion, elle avait une autonomie de 105 milles nautiques (194 km) à 3 nœuds (5,6 km/h).
Les sous-marins étaient armés de huit tubes lance-torpilles de 53,3 centimètres (21 pouces), quatre à l'avant et quatre à l'arrière, pour lesquels ils transportaient un total de 16 torpilles. L'armement d'artillerie pour le combat en surface était basé sur 2 canons de pont OTO 100/47, un à l'avant et un à l'arrière de la (tourelle). Leur armement anti-aérien consistait en deux mitrailleuses simples Breda Model 1931 de 13,2 mm.

## Construction et mise en service
Le Galileo Ferraris est construit par le chantier naval Cantieri navali Tosi di Taranto (TOSI) de Tarente en Italie, et mis sur cale le 15 octobre 1931. Il est lancé le 11 août 1934 et est achevé et mis en service le 31 août 1935. Il est commissionné le même jour dans la Regia Marina.

## Historique
Le Galileo Ferraris est la dernière unité de sa classe à entrer en service.

### Guerre civile espagnole
Le Galileo Ferraris participe clandestinement, avec trois missions, à la guerre d'Espagne, au cours de laquelle il est l'un des sous-marins italiens les plus actifs, ainsi que le plus performant. Le 2 février 1937, en effet, il coule (ou endommage gravement) au large de Tarragone le navire à vapeur républicain espagnol Navarra (1 688 tonneaux de jauge brute ou tjb),.
Le 14 août de la même année, sous le commandement du capitaine de corvette Sergio Lusena, il intercepte en mer Égée et endommage par des tirs de canon le navire à moteur Ciudad de Cadiz (4 602 tjb) qui a quitté Odessa et se dirige vers Barcelone chargé d'armes, le terminant par une torpille (l'attaque a été menée en hissant le drapeau espagnol),. Quatre jours plus tard, il tente en vain de torpiller le vapeur Aldecoa, tandis que quelques heures plus tard, il réussit à torpiller et à couler le vapeur Armuru (2 762 tjb) avec des provisions à bord (mais cela était contraire aux règles internationales, puisque le Ferraris se trouvait dans les eaux territoriales grecques),.
Entre octobre 1937 et février 1938, il sert dans la Légion espagnole, avec une base à Soller, sous les initiales "L. 2" et le nom de Général Sanjurjo II, sans obtenir de résultats.

### Seconde Guerre mondiale
Au début de la Seconde Guerre mondiale, il est en mer Rouge, à Massaoua (Érythrée), affecté au LXXXIe escadron de sous-marins.
Il part pour la première mission, sous le commandement du capitaine de corvette Livio Piomarta, le 10 juin 1940 et dans la nuit du 12 au 13, il repère un destroyer. Alors qu'il plonge pour attaquer, cependant, l'eau entrée par une valve d'air fermée tardivement endommage les batteries et provoque d'autres pannes qui entraînent également la perte de chlorure de méthyle avec intoxication de certains hommes ; tout cela obligea le sous-marin à rentrer à la base, le 14 juin,.
Après deux mois de réparations, dans la matinée du 14 août, il est envoyé à l'attaque du cuirassé britannique HMS Royal Sovereign (05), qui aurait dû passer vers Aden entre le 15 et le 17 août. Arrivé dans la zone d'opérations le 15 août, à 23 h 55 du même jour, le Ferraris lance deux torpilles contre un destroyer en navigation dans le détroit de Bab-el-Mandeb, le manquant et subissant ensuite trois heures de bombardement avec des grenades sous-marines,,. Le sous-marin rentre ensuite à sa base le 19 août.
Il mène ensuite sept autres missions offensives : du 25 août au 1er septembre, entre Gebel Tair et Gebel Zucur ; du 5 septembre au 8 septembre, près de l'archipel des Dahlak ; du 20 au 23 octobre et du 24 au 28 novembre, dans une zone non précisée de la mer Rouge ; du 3 au 8 décembre, au large de Masamaruh ; du 23 au 30 décembre près de Port Soudan ; et enfin du 20 au 26 janvier 1941, toujours entre Gebel Tair et Gebel Zucur. Aucune mission n'a apporté de résultats concrets.
Au début de 1941, le caractère inévitable de la chute de l'Afrique orientale italienne est alors évident et il est donc prévu de transférer les sous-marins à la base atlantique de Betasom, située à Bordeaux.
Après avoir travaillé à l'adapter au long voyage, le 3 mars 1941, le Ferraris quitte Massaoua et traverse sous l'eau la mer Rouge et le détroit de Périm. Il passe ensuite par le canal du Mozambique et, après avoir doublé le cap de Bonne-Espérance et passé dans l'Atlantique, il est ravitaillé — le 16 avril, au nord-ouest de Tristan da Cunha — par le navire allemand Nordmark. Il passe ensuite à l'ouest des Açores et des îles du Cap-Vert, pour atteindre Bordeaux le 9 mai 1941, après deux mois de mer,.
Du 15 mai au 1er octobre 1941, le Ferraris reste au chantier naval pour être rééquipé.
Le 14 octobre (sous le commandement du lieutenant de vaisseau (tenente di vascello) Filippo Flores), il part pour sa première mission dans l'Atlantique, à destination d'une zone située à l'est-nord-est des Açores,.
Le 25 octobre, au matin, alors qu'il s'approche d'un convoi, en surface et à grande vitesse, il est attaqué par un hydravion Consolidated PBY Catalina (rejoint plus tard par un second hydravion) qui le touche en l'empêchant de plonger. Puis le destroyer HMS Lamerton (L88) arrive. Après un bref engagement d'artillerie, le Ferrari se saborde de lui-même, vers midi, à environ 350 milles marins (640 km) au large du détroit de Gibraltar, à l'est des Açores,. Deux officiers, deux sous-officiers et deux marins sont morts, tandis que le reste de l'équipage est fait prisonnier,.
| Date           | Navire          | Nationalité | Tonnage en tonneaux de jauge brute | Notes          |
| -------------- | --------------- | ----------- | ---------------------------------- | -------------- |
| 2 février 1937 | Navarra         | Espagne     | 1 688                              | Cargo          |
| 14 août 1937   | Ciudad de Cadiz | Espagne     | 4 602                              | Cargo          |
| 18 août 1937   | Armuru          | Espagne     | 2 762                              | Cargo          |
| Total:         | Total:          | Total:      | Total:                             | 9 052 tonneaux |